# Nipponocis
Nipponocis is een geslacht van kevers in de familie houtzwamkevers (Ciidae).

## Soorten
- N. ashuensis Nobuchi, 1959
- N. longisetosus Nobuchi, 1955
- N. magnus Nobuchi, 1955
- N. unipunctatus Nakane & Nobuchi, 1956